# Campanula semisecta
Campanula semisecta là loài thực vật có hoa trong họ Hoa chuông. Loài này được Murb. mô tả khoa học đầu tiên năm 1897.